# 2021年日本週末興行成績1位の映画の一覧
本項目は、2021年の日本全国での各週末（土・日）における興行成績1位の映画の一覧である。
観客動員数1位の映画の一覧であり、観客動員数1位と興行収入1位とが異なる映画の週は備考欄に記した。ただし、週末興行収入額が全作品で発表されているわけではないため、書き漏れている週末興行収入1位がある可能性もある。

## 一覧
| #  | 週末日付        | 日本週末観客動員数1位の映画                                      | 週末観客動員数 | 週末興行収入     | 備考 | 出典                   |
| -- | --------------- | ---------------------------------------------------------------- | -------------- | ---------------- | --- | ---------------------- |
| 1  | 1月2日、3日     | 劇場版「鬼滅の刃」無限列車編                                     | 042万5000人    | 06億7800万0000円 | | [ 1 ] [ 2 ]            |
| 2  | 1月9日、10日    | 銀魂 THE FINAL                                                   | 020万4000人    | 02億8700万0000円 | 8日(初日)から11日(祝日)まで4日間の成績は、動員38万4000人、興収5億3100万円。 興行収入は『劇場版「鬼滅の刃」無限列車編』が1位（18万人、2億9900万円）で、本作は2位。 | [ 3 ] [ 4 ]            |
| 3  | 1月16日、17日   | 劇場版「鬼滅の刃」無限列車編                                     | 012万3000人    | 02億0300万0000円 | | [ 5 ] [ 6 ]            |
| 4  | 1月23日、24日   | 劇場版「鬼滅の刃」無限列車編                                     | 011万2000人    | 01億8400万0000円 | | [ 7 ] [ 8 ]            |
| 5  | 1月30日、31日   | 花束みたいな恋をした                                             | 013万3000人    | 01億9100万0000円 | 30日(初日)から3日間の成績は、動員18万4000人、興収2億6000万円。 | [ 9 ] [ 10 ]           |
| 6  | 2月6日、7日     | 花束みたいな恋をした                                             | 015万4000人    | 02億2200万0000円 | | [ 11 ] [ 12 ]          |
| 7  | 2月13日、14日   | 花束みたいな恋をした                                             | 014万4000人    | 01億9900万0000円 | | [ 13 ] [ 14 ]          |
| 8  | 2月20日、21日   | 花束みたいな恋をした                                             | 013万4000人    | 01億8800万0000円 | | [ 15 ] [ 16 ]          |
| 9  | 2月27日、28日   | 花束みたいな恋をした                                             | 012万8000人    | 01億7600万0000円 | | [ 17 ] [ 18 ]          |
| 10 | 3月6日、7日     | 花束みたいな恋をした                                             | 011万4000人    | 01億5600万0000円 | 興行収入は『劇場版「鬼滅の刃」無限列車編』が1位（9万2000人、1億6300万円）で、本作は2位。 | [ 19 ] [ 20 ]          |
| 11 | 3月13日、14日   | シン・エヴァンゲリオン劇場版𝄇                                    | 076万0882人    | 11億7744万5400円 | 13日は動員40万1723人、興収6億4907万1800円、14日は動員35万9159人、興収5億2837万3600円。 8日(初日)から7日間の成績は、動員219万4533人、興収33億3842万2400円。 | [ 21 ] [ 22 ] [ 23 ]   |
| 12 | 3月20日、21日   | シン・エヴァンゲリオン劇場版𝄇                                    | 042万3398人    | 06億7939万0200円 | 20日は動員22万8361人、興収3億6442万150円、21日は動員19万5037人、興収3億1497万50円。 | [ 24 ] [ 25 ] [ 26 ]   |
| 13 | 3月27日、28日   | シン・エヴァンゲリオン劇場版𝄇                                    | 032万9999人    | 05億2801万7500円 | 27日は動員14万9930人、興収2億4009万7400円、28日は動員18万69人、興収2億8792万100円。 | [ 27 ] [ 28 ] [ 29 ]   |
| 14 | 4月3日、4日     | シン・エヴァンゲリオン劇場版𝄇                                    | 019万6321人    | 03億2054万7250円 | 3日は動員9万8489人、興収1億6196万5150円、4日は動員9万7832人、興収1億5858万2100円。 | [ 30 ] [ 31 ] [ 32 ]   |
| 15 | 4月10日、11日   | シン・エヴァンゲリオン劇場版𝄇                                    | 016万0807人    | 02億6520万3150円 | 10日は動員7万5023人、興収1億2323万1550円、11日は動員8万5784人、興収1億4197万1600円。 | [ 33 ] [ 34 ] [ 35 ]   |
| 16 | 4月17日、18日   | 名探偵コナン 緋色の弾丸                                          | 112万2000人    | 16億0900万0000円 | 16日(初日)から3日間の成績は、動員153万3054人、興収22億1813万800円。 | [ 36 ] [ 37 ] [ 38 ]   |
| 17 | 4月24日、25日   | 名探偵コナン 緋色の弾丸                                          | 054万9000人    | 07億7400万0000円 | | [ 39 ] [ 40 ]          |
| 18 | 5月1日、2日     | 名探偵コナン 緋色の弾丸                                          | 035万6000人    | 04億5200万0000円 | | [ 41 ] [ 42 ]          |
| 19 | 5月8日、9日     | 名探偵コナン 緋色の弾丸                                          | 012万4000人    | 01億7700万0000円 | | [ 43 ] [ 44 ]          |
| 20 | 5月15日、16日   | 美しき誘惑-現代の「画皮」-                                       | 011万3000人    | 01億4000万0000円 | | [ 45 ] [ 46 ]          |
| 21 | 5月22日、23日   | いのちの停車場                                                   | 013万5000人    | 01億4800万0000円 | | [ 47 ] [ 48 ]          |
| 22 | 5月29日、30日   | るろうに剣心 最終章 The Final                                    | 07万8000人     | 01億1400万0000円 | 公開6週目。 | [ 49 ] [ 50 ]          |
| 23 | 6月5日、6日     | るろうに剣心 最終章 The Beginning                                | 024万7600人    | 03億6300万0000円 | 4日(初日)から3日間の成績は、動員35万人、興収5億円。 | [ 51 ] [ 52 ]          |
| 24 | 6月12日、13日   | シン・エヴァンゲリオン劇場版𝄇                                    | 016万9296人    | 02億6587万6900円 | 12日から新たな入場者特典の配布、カット毎の細かな修正などを加えた新バージョンの公開、ドルビーシネマ上映を開始したため、前週対比で動員939.8％、興収960.5％を記録し、トップテン圏外だった前週から1位を記録した。 興行収入は『機動戦士ガンダム 閃光のハサウェイ』が1位（3億3065万6900円）で、本作は2位。 | [ 55 ] [ 56 ]          |
| 25 | 6月19日、20日   | ザ・ファブル 殺さない殺し屋                                      | 016万8000人    | 02億3300万0000円 | 18日(初日)から3日間の成績は、動員21万人、興収3億円。 | [ 57 ] [ 58 ]          |
| 26 | 6月26日、27日   | ザ・ファブル 殺さない殺し屋                                      | 012万9000人    | 01億8300万0000円 | | [ 59 ] [ 60 ]          |
| 27 | 7月3日、4日     | ゴジラvsコング                                                   | 029万3000人    | 04億6400万0000円 | 2日(初日)から3日間の成績は、動員39万人、興収6億円。 | [ 61 ] [ 62 ]          |
| 28 | 7月10日、11日   | 東京リベンジャーズ                                               | 038万6000人    | 05億2800万0000円 | 9日(初日)から3日間の成績は、動員51万人、興収7億円。 | [ 63 ] [ 64 ]          |
| 29 | 7月17日、18日   | 竜とそばかすの姫                                                 | 045万9000人    | 06億8000万0000円 | 16日(初日)から3日間の成績は、動員60万人、興収8億9000万円。 | [ 65 ] [ 66 ]          |
| 30 | 7月24日、25日   | 竜とそばかすの姫                                                 | 035万3000人    | 05億2300万0000円 | | [ 67 ] [ 68 ]          |
| 31 | 7月31日、8月1日 | 竜とそばかすの姫                                                 | 028万4000人    | 03億6500万0000円 | | [ 69 ] [ 70 ]          |
| 32 | 8月7日、8日     | ワイルド・スピード/ジェットブレイク                              | 035万1848人    | 05億5315万6070円 | 6日(初日)から9日(祝日)まで4日間の成績は、動員69万6623人、興収10億6156万4450円。 | [ 72 ] [ 73 ]          |
| 33 | 8月14日、15日   | ワイルド・スピード/ジェットブレイク                              | 024万3084人    | 03億8388万4950円 | | [ 74 ] [ 75 ] [ 76 ]   |
| 34 | 8月21日、22日   | かぐや様は告らせたい〜天才たちの恋愛頭脳戦〜 ファイナル          | 012万4500人    | 01億6400万0000円 | 20日(初日)から3日間の成績は、動員19万5000人、興収2億5200万円。 興行収入は『ワイルド・スピード/ジェットブレイク』が1位（11万3200人、1億8300万円）で、本作は2位。 | [ 77 ] [ 78 ]          |
| 35 | 8月28日、29日   | 僕のヒーローアカデミア THE MOVIE ワールド ヒーローズ ミッション  | 012万8000人    | 02億0400万0000円 | 公開4週目。 | [ 79 ] [ 80 ]          |
| 36 | 9月4日、5日     | シャン・チー/テン・リングスの伝説                                | 014万0000人    | 02億1700万0000円 | 3日(初日)から3日間の成績は、動員19万6000人、興収3億100万円。 | [ 81 ] [ 82 ]          |
| 37 | 9月11日、12日   | 僕のヒーローアカデミア THE MOVIE ワールド ヒーローズ ミッション  | 010万1000人    | 01億5500万0000円 | | [ 83 ] [ 84 ]          |
| 38 | 9月18日、19日   | マスカレード・ナイト                                             | 037万4000人    | 05億3600万0000円 | 17日(初日)から20日(祝日)まで4日間の成績は、動員67万8000人、興収9億4000万円。 | [ 85 ] [ 86 ]          |
| 39 | 9月25日、26日   | マスカレード・ナイト                                             | 023万9000人    | 03億4800万0000円 | | [ 87 ] [ 88 ]          |
| 40 | 10月2日、3日    | 007/ノー・タイム・トゥ・ダイ                                     | 028万1676人    | 04億3073万6220円 | 1日(初日)から3日間の成績は、動員42万1995人、興収6億1090万2320円。 | [ 90 ] [ 91 ]          |
| 41 | 10月9日、10日   | 007/ノー・タイム・トゥ・ダイ                                     | 018万8396人    | 02億9018万0360円 | | [ 92 ] [ 93 ] [ 94 ]   |
| 42 | 10月16日、17日  | 燃えよ剣                                                         | 015万4000人    | 02億1400万0000円 | 15日(初日)から3日間の成績は、動員21万人、興収2億8700万円。 | [ 95 ] [ 96 ]          |
| 43 | 10月23日、24日  | 映画 トロピカル〜ジュ!プリキュア 雪のプリンセスと奇跡の指輪!     | 014万1000人    | 01億7000万0000円 | | [ 97 ] [ 98 ]          |
| 44 | 10月30日、31日  | 劇場版 ソードアート・オンライン -プログレッシブ-星なき夜のアリア | 022万5221人    | 03億4934万0215円 | | [ 99 ] [ 100 ] [ 101 ] |
| 45 | 11月6日、7日    | エターナルズ                                                     | 018万4396人    | 02億9356万0000円 | 5日(初日)から3日間の成績は、動員26万4758人、興収4億1752万円。 | [ 104 ] [ 105 ]        |
| 46 | 11月13日、14日  | 映画 すみっコぐらし 青い月夜のまほうのコ                         | 012万5000人    | 01億5400万0000円 | 公開2週目。 | [ 106 ] [ 107 ]        |
| 47 | 11月20日、21日  | 映画 すみっコぐらし 青い月夜のまほうのコ                         | 010万0000人    | 01億2300万0000円 | | [ 108 ] [ 109 ]        |
| 48 | 11月27日、28日  | ARASHI Anniversary Tour 5×20 FILM “Record of Memories”           | 014万9512人    | 04億4181万0000円 | 26日は動員19万3082人、興収6億2207万円、27日は動員8万240人、興収2億3762万円、28日は動員6万9272人、興収2億419万円。 3日からのドルビーシネマ先行上映および26日(初日)から3日間の成績は、動員54万4126人、興収17億8796万円。                                                                               | [ 111 ] [ 112 ]        |
| 49 | 12月4日、5日    | ヴェノム:レット・ゼア・ビー・カーネイジ                          | 030万2443人    | 04億5560万0000円 | 3日は動員11万3140人、興収1億6829万2560円、4日は動員15万6970人、興収2億3815万6070円、5日は動員14万5473人、興収2億1744万3930円。 3日(初日)から3日間の成績は、動員41万5583人、興収6億2389万2560円。 | [ 115 ] [ 116 ]        |
| 50 | 12月11日、12日  | あなたの番です 劇場版                                            | 024万4000人    | 03億4200万0000円 | 10日(初日)から3日間の成績は、動員32万人、興収4億4700万円。 | [ 117 ] [ 118 ]        |
| 51 | 12月18日、19日  | マトリックス レザレクションズ                                    | 018万6000人    | 03億0000万0000円 | 17日(初日)から3日間の成績は、動員27万6000人、興収4億3900万円。 | [ 119 ] [ 120 ]        |
| 52 | 12月25日、26日  | 劇場版 呪術廻戦 0                                                | 113万5829人    | 16億2187万5200円 | 24日は動員77万2224人、興収10億7225万2950円、25日は動員62万6110人、興収8億9200万8700円、28日は動員50万9719人、興収7億2986万6500円。 24日(初日)から3日間の成績は、動員190万8053人、興収26億9412万8150円。                                                                                              | [ 122 ] [ 123 ]        |

## 特別料金等
上記の表（備考含む）の作品のうち、以下に挙げる作品は特別料金を含む上映も行われた。特別料金も興行収入の金額に含まれる。
- IMAX
  - 劇場版「鬼滅の刃」無限列車編
  - シン・エヴァンゲリオン劇場版𝄇
  - 名探偵コナン 緋色の弾丸
  - るろうに剣心 最終章 The Final
  - るろうに剣心 最終章 The Beginning
  - ゴジラvsコング
  - 竜とそばかすの姫
  - ワイルド・スピード/ジェットブレイク
  - シャン・チー/テン・リングスの伝説
  - 007/ノー・タイム・トゥ・ダイ
  - 劇場版 ソードアート・オンライン -プログレッシブ-星なき夜のアリア
  - エターナルズ
  - ヴェノム:レット・ゼア・ビー・カーネイジ
  - マトリックス レザレクションズ
  - 劇場版 呪術廻戦 0
- ドルビーシネマ
  - 劇場版「鬼滅の刃」無限列車編（3月27日以降）
  - 名探偵コナン 緋色の弾丸
  - シン・エヴァンゲリオン劇場版𝄇（6月12日以降）
  - 機動戦士ガンダム 閃光のハサウェイ
  - ザ・ファブル 殺さない殺し屋
  - ゴジラvsコング
  - ワイルド・スピード/ジェットブレイク
  - シャン・チー/テン・リングスの伝説
  - 竜とそばかすの姫（9月10日以降）
  - 007/ノー・タイム・トゥ・ダイ
  - 劇場版 ソードアート・オンライン -プログレッシブ-星なき夜のアリア（11月26日以降）
  - エターナルズ（11月26日以降）
  - ARASHI Anniversary Tour 5×20 FILM “Record of Memories”
  - ヴェノム:レット・ゼア・ビー・カーネイジ
  - マトリックス レザレクションズ
- 3D映画
  - ゴジラvsコング
- 4D映画（4DX/MX4D方式）
  - 劇場版「鬼滅の刃」無限列車編
  - シン・エヴァンゲリオン劇場版𝄇
  - 名探偵コナン 緋色の弾丸
  - るろうに剣心 最終章 The Final
  - るろうに剣心 最終章 The Beginning
  - 機動戦士ガンダム 閃光のハサウェイ
  - ゴジラvsコング
  - ワイルド・スピード/ジェットブレイク
  - 僕のヒーローアカデミア THE MOVIE ワールド ヒーローズ ミッション（8月28日以降）
  - シャン・チー/テン・リングスの伝説
  - 007/ノー・タイム・トゥ・ダイ
  - 竜とそばかすの姫（MX4Dにて10月22日以降）
  - エターナルズ
  - 劇場版 ソードアート・オンライン -プログレッシブ-星なき夜のアリア（11月19日以降）
  - ヴェノム:レット・ゼア・ビー・カーネイジ
  - マトリックス レザレクションズ

以下の映画は、映倫によるレイティングの対象となり、年齢による入場制限が行われた。
- R18+ (18歳未満の鑑賞を禁止)

- R15+ (15歳未満の鑑賞を禁止)

- PG12 (小学生には成人保護者の助言・指導が必要)
  - 劇場版「鬼滅の刃」無限列車編
  - 銀魂 THE FINAL
  - 東京リベンジャーズ